# 1640
1640 هي سنة كبيسة بدأت يوم الأحد حسب التقويم الغريغوري ويوم الإربعاء حسب التقويم اليولياني الأبطأ بعشرة أيام

## أحداث
- تأسيس مدينة أتيراو وتقع حاليا في كازاخستان.
- بداية حرب الاستعادة البرتغالية في 1 ديسمبر 1640 والتي انتهت في 13 فبراير 1668.
- 9 فبراير - إبراهيم الأول (1640-1648) يخلف مراد الرابع (1623-1640) على عرش الدولة العثمانية.

## مواليد
- يوهان كريستيان هالمان
- محمد مراد البخاري

## وفيات
- باول فليمنغ
- مراد الرابع
- محمد بن أحمد حكيم الملك